# Rumersheim (Bas-Rhin)
Pour les articles homonymes, voir Rumersheim.
Rumersheim (prononcé [ʁyməʁsaɪm] ou [ʁuməʁsaɪm]) est une ancienne commune du Bas-Rhin, associée à Berstett depuis 1972.

## Histoire
Vers 1120, Rumersheim est mentionné dans des documents de l’abbaye de Marmoutier et du couvent de Sindelsberg. L’hôpital de Haguenau était un important propriétaire foncier à Rumersheim au début du XIIIe siècle.
Au XIVe siècle, un château fut construit par la famille noble des « de Rumersheim » au lieu dit « Schloss » à l’est du village. Cette famille s’est éteinte en 1490. Le château et différentes terres étaient entre les mains des Prechter, en 1651 ils allèrent aux Streiff de Lowenstein.
En 1349, un différend opposa les Lichtenberg aux Mullenheim à propos d’un droit de patronage à Rumersheim.
Rumersheim est le seul village catholique de la commune de Berstett. L’église Saint-Georges date de 1878 et comporte un remarquable clocheton en bois ouvragé.
En 1709, durant la guerre de Succession d'Espagne, eut lieu le combat de Rumersheim où l'ennemi perdit plus de 6 000 hommes, 20 drapeaux et étendards et tous ses bagages.
La paroisse fut constituée en 1661.
Les routes qui traversent le ban de Rumersheim sont jalonnées de croix rurales marquant souvent un événement tragique.
Les grandes fermes disposées le long de la rue du Village exploitent les houblonnières qui font partie intégrante du paysage.
Depuis 1984, Rumersheim fait partie des villages fleuris alsaciens. En effet au printemps avec la participation des habitants du village, Rumersheim se pare de géraniums et autres fleurs. Le village obtint la distinction de sa première fleur du concours des villages fleuris en 1990 et sa deuxième fleur en 1994. En juillet 2012, le jury attribue une troisième fleur à Rumersheim.

## Politique et administration
| Période                                  | Période          | Identité      | Étiquette | Qualité     |
| ---------------------------------------- | ---------------- | ------------- | --------- | ----------- |
| Les données manquantes sont à compléter. |                  |               |           |             |
| avant 2014                               | 2020             | Joseph Burger |           |             |
| 2020                                     | 2024 (démission) | Anne Jost     |           |             |
| 2024                                     | En cours         | Pierre Lux    |           | Agriculteur |

## Démographie
| 1936 | 1946 | 1954 | 1962 | 1968 |
| ---- | ---- | ---- | ---- | ---- |
| 252  | 222  | 226  | 239  | 240  |

## Héraldique
| Blason de Rumersheim (Bas-Rhin) | Blason  | D'azur au livre fermé d'or, le plat chargé de la lettre onciale R, brochant sur une crosse épiscopale du même posée en pal, et accosté en chef de deux croisettes d'argent. |
| Blason de Rumersheim (Bas-Rhin) | Détails | |